# Rosetón

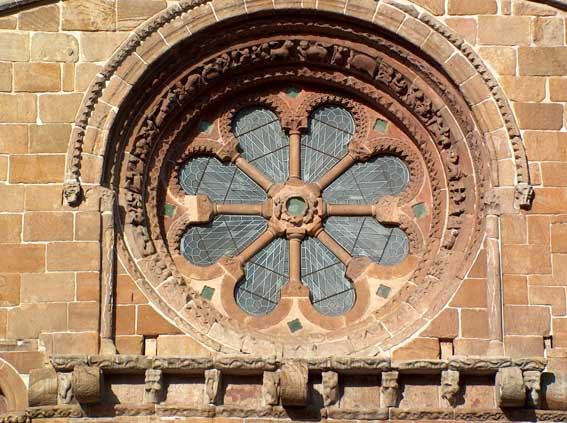
Rosetón románico de la iglesia de Santo Domingo de Soria, España, visto desde el exterior.

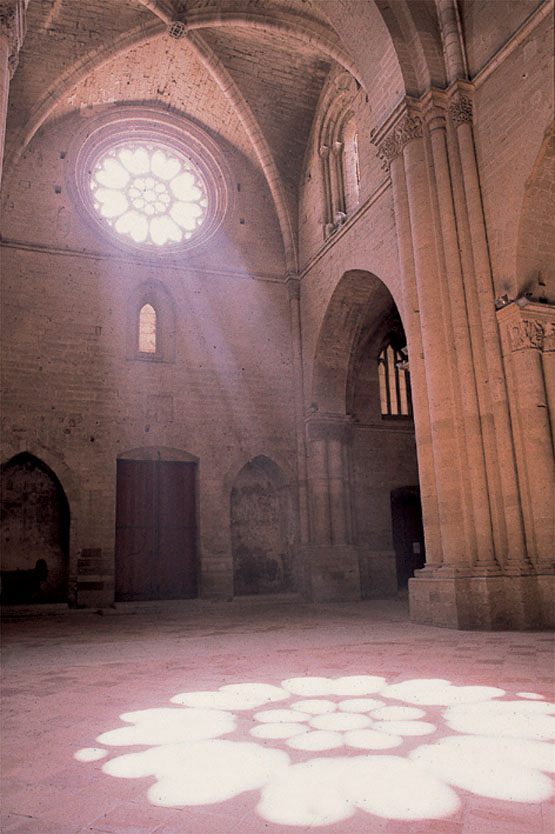
Rosetón de la Catedral Vieja de Lérida, España, visto desde el interior.

Un rosetón (del latín rosa) es una ventana circular calada, dotada de vidrieras, cuya tracería se dispone generalmente de forma radial.

## Evolución arquitectónica
El rosetón se utilizó principalmente en las fachadas de iglesias góticas, alcanzando su mayor esplendor en la arquitectura gótica. En el románico solía ser de pequeño diámetro y se disponía a modo de óculo en los laterales de las naves. 
A partir del siglo XIII, sin embargo, los rosetones fueron aumentando en tamaño y en complejidad de decoración, hasta llegar a increíbles grados de filigrana pétrea. Pasaron a situarse en las fachadas, por encima de las portadas, y en cada uno de los frentes del transepto. Las vidrieras se decoraban normalmente con escenas bíblicas en vivos colores.

## Simbología

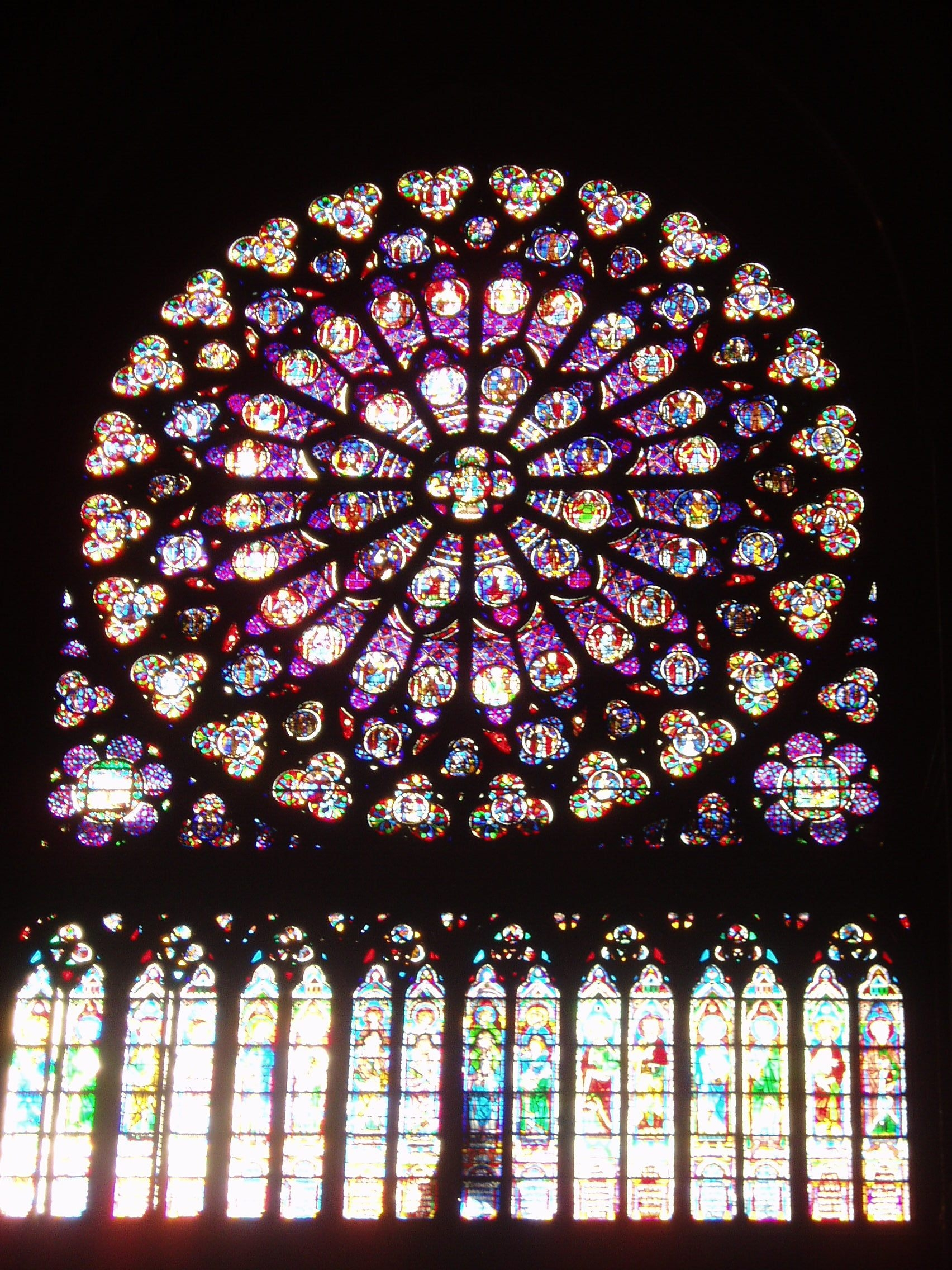
Vista interior del rosetón norte, uno de los tres con los que cuenta la catedral de Notre Dame de París.

Al rosetón se le ha atribuido un doble simbolismo: uno mariano, por la apariencia que tiene de la estructura de una rosa; otro que sugiere a Cristo, como remedo de los rayos del sol.
Su misión también es doble: por un lado, la más simple de iluminar el interior de los templos; por otro, el conseguir un ambiente misterioso al incidir en el altar los rayos filtrados por las multicolores vidrieras cuando los rosetones se abren en el imafronte de la nave central.
Como uno de los ejemplos más representativos de la sublimidad artística que puede encerrar un rosetón se suele citar la pareja que adorna el transepto de Notre Dame de París. 
En España existen varios diseños, como por ejemplo el Ojo del gótico en la Catedral de Santa María de Palma de Mallorca, el de la Catedral de Mondoñedo o también los de la Catedral de León, la Catedral de Sevilla y la Catedral de Burgos entre tantos otros.

## Otros usos
También puede hacer referencia a la flor ornamental presente en los capiteles corintio y compuesto.
Anillo concéntrico usado como adorno de terminación en grifos, tubos, fontanería, lámparas, apliques, etc.